# المعز بن زيري
المعز بن زيري (توفي 422 هـ) من أمراء مغراوة الذين حكموا المغرب تحت راية أمويي الأندلس. بعد انقراض الدولة العامرية بالأندلس انفرد بالحكم في المغرب لنفسه.

## النسب[1]
هو المعز بن زيرى بن عطية الزناتى المغراوى، والدته  حرة اسمها تكاتيور بنت مناد بن تبادلت المغراوي. تولى مُلك المغرب بعد وفاة ابيه وبايعته قبایل زناتة. عرفت مرحلة حكمه بالاستقرار . وقد جاء في كتاب الانيس المطرب بروض القرطاس في أخبار ملوك المغرب ..." ولم تزل بلاد المغرب أيام المعز في غاية الهدنة والعافية والرخاء والأمن الى أن توفى في جمادي الاولى سنة اثنتين وعشرين وأربع مائة فكانت أيامه بالمغرب ثلاث وثلاثين سنة...  
لما توفي زيري بن عطية سنة 391 هـ بايعت قبائل زناتة ابنه المعز بن زيري فضبط ملكه وصالح المنصور بن أبي عامر حاجب هشام المؤيد بالله، وقام بدعوته ورجع إلى طاعته، واستمر في عمله إلى أن توفي المنصور، فبايع المعز ولده عبد الملك المظفر ودعا له على المنبر وشرط عليه شروطا قام بالوفاء بها في كل سنة، وكانت عبارة عن خيل وسلاح ومال، كما أعطاه ولده معنصر رهينة بقرطبة، بالإضافة عن التخلي عن سجلماسة وانودين بن خزرون. إلى أن قامت الفتنة ببلاد الأندلس، وانقرضت الدولة العامرية فانصرف معنصر إلى والده بالمغرب واستمرت بلاد المغرب في أيام المعز في غاية الهدنة والعافية- إلى أن توفي في جمادى الأول سنة 422 هـ فخلفه على الملك ابن عمه حمامة بن المعز.